# بروس لين
بروس لين (بالإنجليزية: Bruce Lynn)‏ هو مصرفي وسياسي أمريكي، ولد في 25 مارس 1925 في الولايات المتحدة، وتوفي في 28 سبتمبر 2016. حزبياً، نشط في الحزب الجمهوري. وقد انتخب عضو مجلس نواب لويزيانا.